# Seagraves
Seagraves – miasto w Stanach Zjednoczonych, w stanie Teksas, w hrabstwie Gaines.